# Discografia de Phyllis Hyman
Esta discografia documenta álbuns e singles lançados pela cantora americana de R&B/soul Phyllis Hyman.

## Albums

### Studio albums
| Ano                                   | Título                       | Posições | Posições | Posições | Gravadora          |
| Ano                                   | Título                       | US       | US R&B   | UK       | Gravadora          |
| ------------------------------------- | ---------------------------- | -------- | -------- | -------- | ------------------ |
| 1977                                  | Phyllis Hyman                | 107      | 49       | —        | Buddah             |
| 1978                                  | Sing a Song                  | —        | —        | —        | Buddah             |
| 1979                                  | Somewhere in My Lifetime     | 70       | 15       | —        | Arista             |
| 1979                                  | You Know How to Love Me      | 50       | 10       | —        | Arista             |
| 1981                                  | Can't We Fall in Love Again? | 57       | 11       | —        | Arista             |
| 1983                                  | Goddess of Love              | 112      | 20       | —        | Arista             |
| 1986                                  | Living All Alone             | 78       | 11       | 97       | Philadelphia Int'l |
| 1991                                  | Prime of My Life             | 117      | 10       | —        | Philadelphia Int'l |
| 1995                                  | I Refuse to Be Lonely        | 67       | 12       | —        | Philadelphia Int'l |
| 1998                                  | Forever with You             | —        | 66       | —        | Philadelphia Int'l |
| "—" denotes the album failed to chart |                              |          |          |          |                    |

### Álbuns de compilação
| 1986                                  | The Best of Phyllis Hyman                                     | —  | Arista     |
| 1989                                  | Under Her Spell: Phyllis Hyman's Greatest Hits                | —  | Arista     |
| 1994                                  | Greatest Hits                                                 | —  | Kama Sutra |
| 1995                                  | The Best of Phyllis Hyman: The Buddah Years                   | —  | Sequel     |
| 1996                                  | Loving You, Losing You: The Classic Balladry of Phyllis Hyman | 47 | RCA        |
| 1996                                  | The Legacy of Phyllis Hyman                                   | 78 | Arista     |
| 1998                                  | One on One                                                    | —  | Hip-O      |
| 1999                                  | Master Hits: Phyllis Hyman                                    | —  | Arista     |
| 2003                                  | In Between The Heartaches - The Soul Of A Diva                | —  | Expansion  |
| 2004                                  | Ultimate Phyllis Hyman                                        | —  | Arista     |
| 2004                                  | Platinum & Gold Collection                                    | —  | Arista     |
| 2006                                  | Love Songs                                                    | —  | Arista     |
| "—" denotes the album failed to chart |                                                               |    |            |

## Singles
| Ano                                    | Título                                                              | Posições | Posições | Posições | Posições | Álbum                       |
| Ano                                    | Título                                                              | US       | US R&B   | US Dance | UK       | Álbum                       |
| -------------------------------------- | ------------------------------------------------------------------- | -------- | -------- | -------- | -------- | --------------------------- |
| 1975                                   | "Leavin' the Good Life Behind"                                      | —        | —        | 9        | —        | Non-album single            |
| 1976                                   | "We Both Need Each Other" (with Norman Connors & Michael Henderson) | 101      | 23       | —        | —        | You Are My Starship         |
| 1976                                   | "Baby (I'm Gonna Love You)"                                         | —        | 76       | —        | —        | Non-album single            |
| 1977                                   | "Betcha by Golly Wow" (with Norman Connors)                         | 102      | 29       | —        | —        | You Are My Starship         |
| 1977                                   | "Loving You - Losing You"                                           | 103      | 32       | 36       | —        | Phyllis Hyman               |
| 1977                                   | "No One Can Love You More"                                          | —        | 58       | —        | —        | Phyllis Hyman               |
| 1978                                   | "Somewhere in My Lifetime"                                          | —        | 12       | —        | —        | Somewhere in My Lifetime    |
| 1979                                   | "Kiss You All Over"                                                 | —        | —        | 75       | —        | Somewhere in My Lifetime    |
| 1979                                   | "You Know How to Love Me"                                           | 101      | 12       | 6        | 47       | You Know How to Love Me     |
| 1980                                   | "Under Your Spell"                                                  | —        | 37       | —        | —        | You Know How to Love Me     |
| 1981                                   | "Can't We Fall in Love Again" (with Michael Henderson)              | —        | 9        | —        | —        | Can't We Fall in Love Again |
| 1981                                   | "Tonight You and Me"                                                | —        | 22       | 30       | —        | Can't We Fall in Love Again |
| 1982                                   | "You Sure Look Good to Me"                                          | —        | 76       | —        | 56       | Can't We Fall in Love Again |
| 1983                                   | "Riding the Tiger"                                                  | —        | 30       | 20       | —        | Goddess of Love             |
| 1983                                   | "Why Did You Turn Me On"                                            | —        | 74       | —        | —        | Goddess of Love             |
| 1986                                   | "Old Friend"                                                        | —        | 14       | —        | —        | Living All Alone            |
| 1986                                   | "You Know How to Love Me" (re-release)                              | —        | —        | —        | 89       | The Best of Phyllis Hyman   |
| 1986                                   | "Living All Alone"                                                  | —        | 12       | —        | —        | Living All Alone            |
| 1987                                   | "Screaming at the Moon"                                             | —        | —        | —        | 83       | Living All Alone            |
| 1987                                   | "Ain't You Had Enough Love"                                         | —        | 29       | —        | —        | Living All Alone            |
| 1990                                   | "Sacred Kind of Love" (with Grover Washington, Jr.)                 | —        | 21       | —        | —        | Time Out of Mind            |
| 1990                                   | "Obsession" (with Lonnie Liston Smith)                              | —        | 79       | —        | —        | Love Goddess                |
| 1991                                   | "Don't Wanna Change the World"                                      | 68       | 1        | —        | —        | Prime of My Life            |
| 1991                                   | "Living in Confusion"                                               | —        | 9        | —        | —        | Prime of My Life            |
| 1992                                   | "When You Get Right Down to It"                                     | —        | 10       | —        | —        | Prime of My Life            |
| 1992                                   | "I Found Love"                                                      | —        | 70       | —        | —        | Prime of My Life            |
| 1993                                   | "Remember Who You Are" (with Norman Connors)                        | —        | 86       | —        | —        | Remember Who You Are        |
| 1995                                   | "I Refuse to Be Lonely"                                             | —        | 59       | —        | —        | I Refuse to Be Lonely       |
| 1996                                   | "I'm Truly Yours"                                                   | —        | 94       | —        | —        | I Refuse to Be Lonely       |
| 1998                                   | "Funny How Love Goes"                                               | —        | 75       | —        | —        | Forever with You            |
| 1998                                   | "Tell Me What You're Gonna Do"                                      | —        | 78       | —        | —        | Forever with You            |
| "—" denotes the single failed to chart |                                                                     |          |          |          |          |                             |